# (31993) 2000 HL37
2000 HL37 (asteroide 31993) é um asteroide da cintura principal. Possui uma excentricidade de 0.17937100 e uma inclinação de 14.16071º.
Este asteroide foi descoberto no dia 28 de abril de 2000 por LINEAR em Socorro.